# Valeri Medvedțev
Valeri Alekseevici Medvedțev (în rusă: Валерий Алексеевич Медведцев; n. 5 iulie 1964, Ijevsk, RSFS Rusă, URSS) este un fost biatlonist rus, campion olimpic și multiplu medaliat la Campionatele Mondiale. A reprezentat Uniunea Sovietică, Echipa Unificată și Rusia în competițiile internaționale de biatlon.

## Carieră sportivă
Medvedtsev și-a făcut debutul în Cupa Mondială pe 16 ianuarie 1986, câștigând cursa de 20 km individual la Antholz-Anterselva. A fost membru al clubului sportiv al Forțelor Armate din Ijevsk.
La Calgary 1988, reprezentând URSS, a obținut trei medalii: aur în ștafeta 4×7,5 km, argint în 10 km sprint și argint în 20 km individual. La Albertville 1992, ca parte a Echipei Unificate, a câștigat argint în ștafeta 4×7,5 km. La Lillehammer 1994, reprezentând Rusia, a participat în probele individuale, clasându-se pe locul 24 în 20 km individual.

## Campionate Mondiale
Medvedtsev a participat la șase ediții ale Campionatelor Mondiale (1986, 1987, 1989, 1990, 1991, 1993), obținând un total de șapte medalii: patru de aur, două de argint și una de bronz. A câștigat medalii de aur în probele de 20 km individual (1986, 1990), 10 km sprint (1986) și ștafetă 4×7,5 km (1986).

## Rezultate notabile
- **Cupa Mondială**: 4 victorii individuale, 12 podiumuri.
- **Campionatele Mondiale**: 7 medalii (4 aur, 2 argint, 1 bronz).
- **Jocurile Olimpice**: 4 medalii (1 aur, 3 argint).